# Шведюк Олексій-Павло Степанович
Олексій-Павло Степанович Шведюк (угор. Alex Pal Svedyuk; нар. 11 липня 1995, Чинадійово, Мукачівський район, Закарпатська область, Україна) — український та угорський футболіст, півзахисник «Ньїредьгази».

## Клубна кар'єра
Народився в селищі Чинадійово, Мукачівський район. Вихованець ФК «Мукачево», в якому займався до 2012 року. З 2012 по 2014 рік захищав кольори юнацької та молодіжної команд ужгородської «Говерли». У 2015 році захищав кольори аматорського клубу «Мукачево». У 2016 році перебрався до сусідньої Угорщини, де підписав контракт з «Бекешчабою». У першій частині квітня 2015 року за команду не грав, не потрапляв до заявок на матч. Дебютував у Вищому дивізіоні угорського чемпіонату 23 квітня 2016 року в програному (1:2) виїзному поєдинку 32-о туру проти будапештського «Гонведу». Олексій-Павло вийшов на поле на 72-й хвилині, замінивши іспанця Езекіля. У складі «Бекешчаби» зіграв 2 матчі в чемпіонаті Угорщини та 1 матч у кубку країни. З 2016 по 2017 рік виступав у чемпіонаті Закарпатської області за «Мункач» та «Середнє».
З серпня 2017 року виступав у клубі 3-ї ліги чемпіонату Словаччини (зона «Схід») МФК «Рожнява». У 2018 році повернувся до Угорщини, де захищав кольори нижчолігових клубів «Сіганд» та «Ясберень». 1 липня 2019 року вільним агентом перейшов до «Ньїредьгази». За нову команду дебютував 4 серпня 2019 року в переможному (2:0) виїзному поєдинку Другого дивізіону чемпіонату Угорщини проти «Будайорша». Шведюк вийшов на поле в стартовому складі, а на 53-й хвилині його замінив Алан Ковач.

## Кар'єра в «збірній»
Влітку 2018 року т. зв. збірна Закарпаття («Карпаталья») вигалала чемпіонат світу з футболу серед невизнаних держав (під егідою КОНІФА), обігравши в фіналі на стадіоні «Гандер Грін Лейн» збірну Північного Кіпру (0:0 в основний час та 3:2 на користь «угорських українців» у серії післяматчевих пенальті). У відповідь на це досягнення тодішній очільник МЗС України Павло Клімкін висловив сподівання, що цих чемпіонів на батьківщині правоохоронні органи зустрінуть з «„дружнім“ прийомом» й поставлять «багато питань». Учасником цього «чемпіонату світу» був, зокрема, й Олексій-Павло Шведюк.